# Anthony Joshua
Anthony Oluwafemi Olaseni Joshua (* 15. října 1989, Watford, Velká Británie) je britský profesionální boxer, držitel titulů organizace IBF, WBA, WBO a IBO (vše 2019) a olympijský vítěz LOH 2012 v Londýně v supertěžké váze.

## Amatérská kariéra

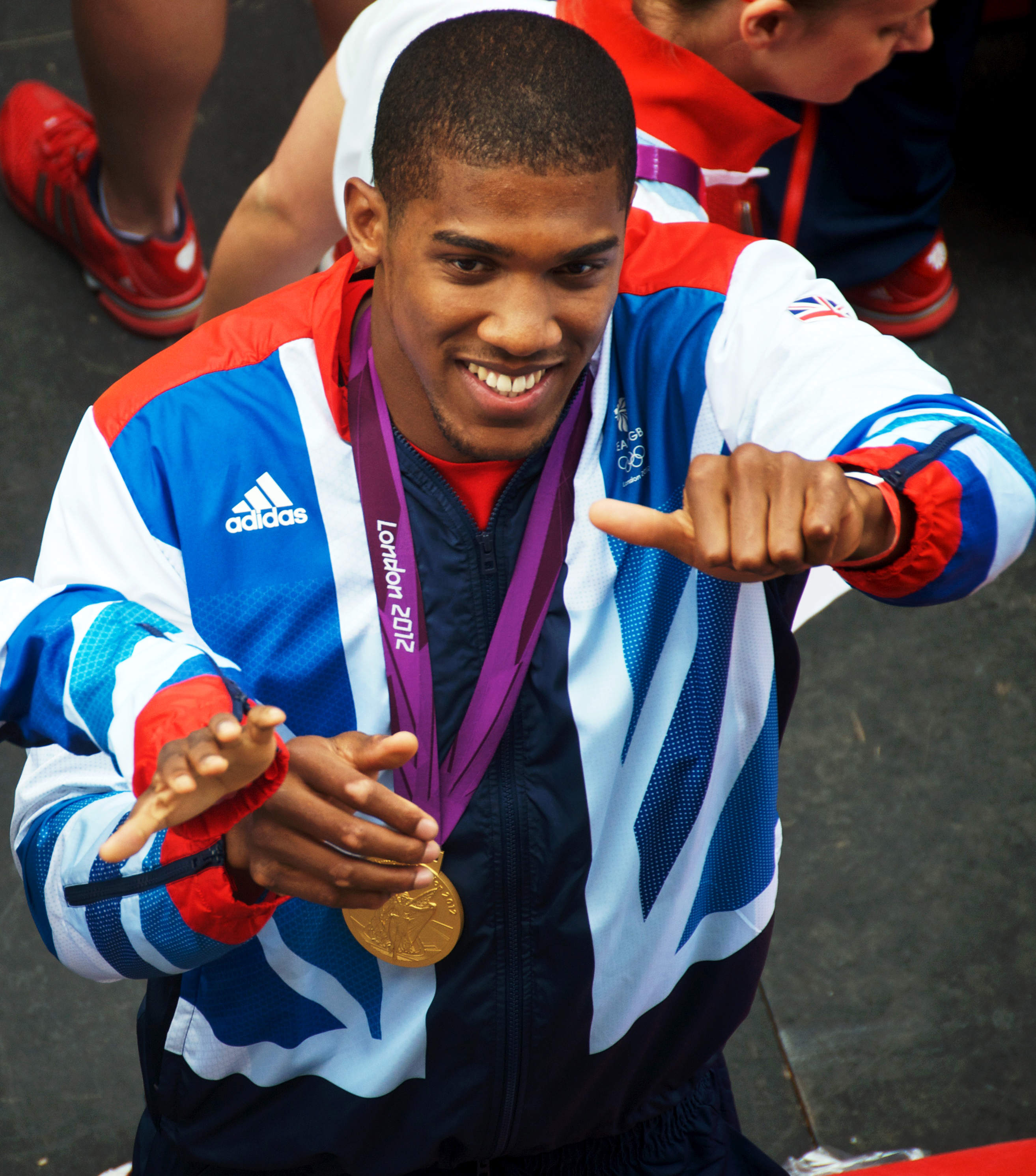
Anthony Joshua na přehlídce vítězství na olympijských a paralympijských hrách 2012 v Londýně 10. září 2012.

Joshua začal s boxem poměrně v pozdním věku, a to v 18 letech. Bylo to v roce 2007, kdy jej jeho bratranec vzal do domovského klubu Derecka Chisory v Anglii.
V letech 2009 a 2010 vyhrál britský Haringey Box Cup, a v roce 2010 vyhrál i amatérské mistrovství světa ABA.
V roce 2011 byl jmenován boxerem roku podle britských odborníků a získal stříbrnou medaili na amatérském mistrovství světa v Ázerbájdžánu, když ve finále nestačil pouze na domácího účastníka Magomedrasula Madžidova.
V roce 2012 se zúčastnil olympijských her v Londýně, kde všechny své soupeře porazil a ve finále si ve vyrovnaném zápase poradil na body s nejzkušenějším amatérským boxerem – Italem Robertem Cammarellem; získal tak zlatou medaili.
V roce 2013 byl jmenován členem Řádu britského impéria (MBE).

## Profesionální kariéra
Mezi profesionály se zapsal 5. října 2013 zápasem s Italem Emanuelem Leoem, kterého porazil v 1. kole technickým KO
29. dubna 2017 se stal mistrem světa v těžké váze, když porazil Vladimíra Klička v 11. kole TKO. Svůj titul mistra světa a šampiona těžké váhy obhájil 28. října 2017, soupeřem mu byl Carlos Takam, kterého porazil TKO v 10. kole. Prozatím[kdy?] drží bilanci zápasů 23:1, vždy vyhrál před časovým limitem, mimo zápas s Andym Ruizem Jr., který jej připravil 1. června 2019 o aktuální pásy, které držel.

## Osobní život
V roce 2011 byl zatčen za držení drog (konopí) a bylo mu prokázáno dealerství. Joshua byl odsouzen ke 100 hodinám veřejných prací a dalších 12 měsíců musel chodit do komunity proti drogám.